# Gheorghe Ștefan (zapaśnik)
Gheorghe Ștefan – rumuński zapaśnik walczący w stylu klasycznym. Srebrny medalista mistrzostw Europy w 1982 roku.